# Špýchar Bieńkowice
Špýchar Bieńkowice, polsky Spichlerz Bieńkowice, se nachází ve vesnici Bieńkowice, ve gmině Křižanovice, v okrese Ratiboř, ve Slezském vojvodství v jižním Polsku a v Horním Slezsku.

## Další informace
Slezský špýchar se nachází mezi novější výstavbou na ulici Pomnikowa 35. Dvoupatrová dřevěná srubová stavba vznikla v roce 1855. Stěny jsou obloženy tradiční hlíněnou omítkou. Špýchar je zanedbaný a je památkově chráněn.

## Galerie

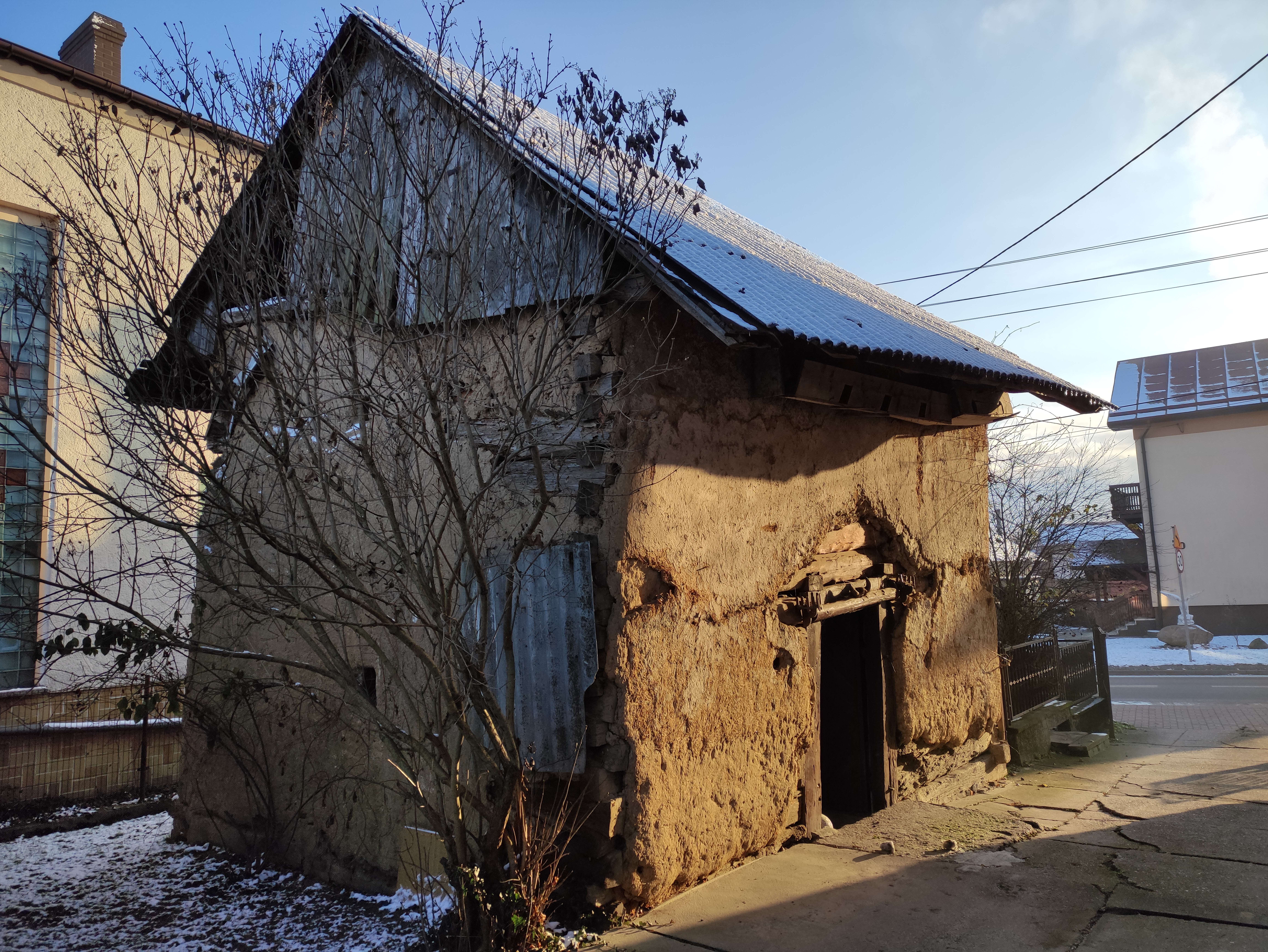
Pohled ze severovýchodu
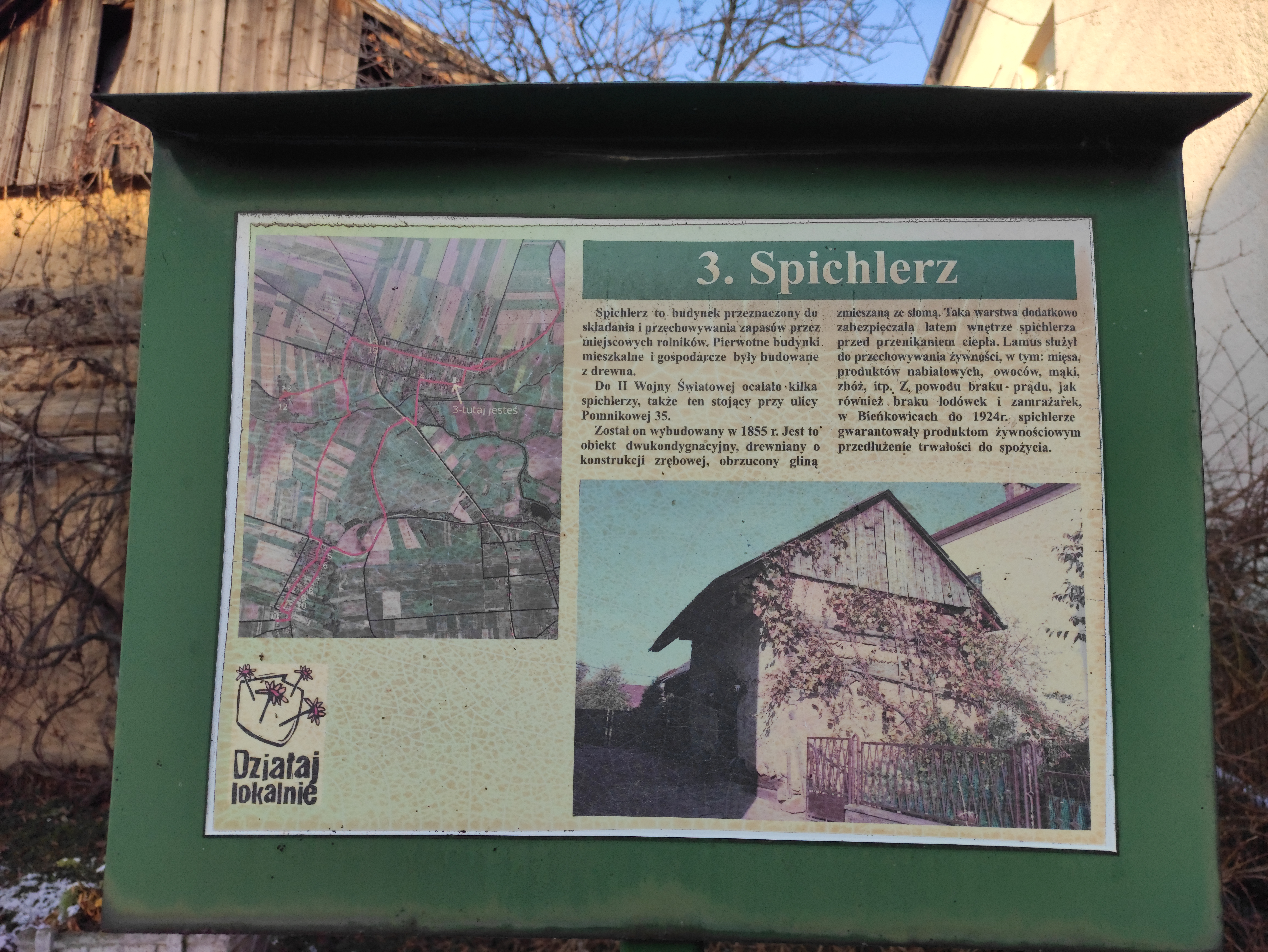
Informační panel na místě